# Eenstipslakkenspoormot
De eenstipslakkenspoormot (Phyllocnistis unipunctella) is een vlinder uit de familie mineermotten (Gracillariidae). De wetenschappelijke naam is voor het eerst geldig gepubliceerd in 1834 door Stephens.

## Kenmerken
De zeer kleine, meestal witgekleurde vlinders, ongeveer 3,5 mm lang, hebben een spanwijdte van 7–8 mm. Bij de punt van de voorvleugels bevindt zich een prominente zwarte stipachtige vlek, van waaruit twee donkere striemen naar de buitenrand van de vleugels leiden. Er zijn vier of vijf donkere striemen aan de voorkant (costa) van de voorvleugels en drie aan de binnenrand (dorsum). De tweede rand van de voorste rand en de eerste rand van de binnenste rand vormen meestal een band. Het gebied tussen de eerste en tweede dorsale striemen is iets donkerder. De voorvleugels tonen een verdonkerd gebied in het midden, vaak een andere aan de vleugelbasis. De achtervleugels hebben een donkere centrale lengtelijn.
Er zijn verschillende zeer gelijkaardige vlinders, waaronder Phyllocnistis saligna en Phyllocnistis xenia. Een andere zeer vergelijkbare soort, Phyllocnistis extrematrix, trekt sinds de jaren 2000 vanuit het oosten naar Centraal-Europa en heeft nu West-Europa bereikt. Phyllocnistis unipunctella en Phyllocnistis extrematrix gebruiken o.a. de zwarte populier (Populus nigra) als waardplant. De rupsen van Phyllocnistis extrematrix graven zich echter aanvankelijk in de takken van jonge planten en dringen pas in het laatste stadium via de bladsteel (bladsteel) in een blad door, waar ze net als Phyllocnistis unipunctella verpoppen in een omgevouwen bladrand.

## Voorkomen
De soort is wijdverbreid in Europa. Hun voorkomen varieert van Fennoscandinavië en de Britse eilanden in het noorden tot de Middellandse Zeegebied en het Midden-Oosten.

## Waardplanten
De rupsen van Phyllocnistis unipunctella mineren in de bladeren van verschillende populiersoorten, met name de Ontariopopulier (Populus balsamifera), Zwarte populier (Populus nigra) en de Zwarte balsempopulier (Populus trichocarpa). Als aanvullende waardplanten worden genoemd Populus × canadensis, Populus deltoides, Populus euphratica, Populus × jackii, Populus simonii en Populus suaveolens
In de vorige eeuw vormden de vlindersoorten twee generaties per jaar met rupsen van juni tot juli en van augustus tot september. De soort ontwikkelt zich nu minstens drie generaties per jaar, waarbij de eerste generatie rupsen al in april verschijnt. De eerste generatie rupsen mineren voornamelijk aan de onderkant van het blad. In het derde larvale stadium hebben ze een ongepigmenteerd nekschild. De rupsen van de tweede en derde generatie daarentegen mijnen aan de bovenzijde van het blad en hebben in het derde larvale stadium een donker nekschild. De zilverwitte aderen vormen een zigzagpatroon. De rupsen verlaten uiteindelijk de bladmijn en spinnen een cocon aan de rand van het blad, waardoor het blad zich op dit punt oprolt en naar binnen verpopt. De imagines van de laatste generatie overwinteren.